# Tofaş Spor Kulübü
Le Tofaş Bursa est un club turc de basket-ball  évoluant dans la ville de Bursa et participant à la Süper Ligi, soit la plus haute division du championnat turc.

## Historique

Ancien logo du club

En 2000, tout juste auréolé de son 2d titre de champion, le Tofaş Bursa est rétrogradé administrativement par faute d'argent.

## Palmarès
- Finaliste de la Coupe Korać : 1997
- Champion de Turquie : 1999, 2000
- Champion de Turquie de Division 2 : 1990, 2003, 2006
- Vainqueur de la Coupe de Turquie : 1993, 1999, 2000
- Vainqueur de la Coupe du président : 1999

## Joueurs célèbres ou marquants
- Serkan Erdoğan
- Rashard Griffith
- DaShaun Wood
- Mehmet Okur
- Miroslav Todić
- Austin Nichols
- David Rivers
- Randolph Childress
- Taurean Green
- Jurij Zdovc
- Rok Stipčević